# Натрий
| 11        | Натрий |
| Na22,9898 |        |
| [Nе]3s1   |        |

На́трий (химический символ — Na, от лат. Natrium) — химический элемент 1-й группы (по устаревшей классификации — главной подгруппы первой группы, IA), третьего периода периодической системы химических элементов Д. И. Менделеева. Атомный номер — 11.
В виде простого вещества натрий — это очень лёгкий (0,971 г/см3), мягкий, химически активный щелочной металл серебристо-белого цвета. На внешнем энергетическом уровне натрий имеет один электрон, который он легко отдаёт, превращаясь в положительно заряженный катион Na+.
Единственным стабильным природным изотопом натрия является 23Na, таким образом натрий является моноизотопным элементом.
В свободном виде в природе не встречается, но может быть получен из различных соединений. Натрий — шестой по распространённости элемент в земной коре: он находится в составе многочисленных минералов, включая полевые шпаты, содалит и «каменную соль» (галит, хлорид натрия).

## История и происхождение названия
Соединения натрия известны и использовались с давних времён. В древнегреческом переводе Библии — Септуагинте — упоминается слово νίτρον (в латинском переводе — Вульгате — ему соответствует слово nitroet) как название вещества типа соды или поташа, которое в смеси с маслом служило моющим средством (недоступная ссылка) (Иер. 2:22). В Танахе слову νίτρον соответствуют др.-евр. בורית‬ — «мыло» и נתר‬ — «щёлок» (мыльная жидкость) (недоступная ссылка). Сода (натрон) встречается в природе в водах натронных озёр в Египте. Природную соду древние египтяне использовали для бальзамирования, отбеливания холста, при варке пищи, изготовлении красок и глазурей. Плиний Старший пишет, что в дельте Нила соду (в ней была достаточная доля примесей) выделяли из речной воды. Она поступала в продажу в виде крупных кусков, из-за примеси угля окрашенных в серый или даже чёрный цвет.
Название «натрий» происходит от латинского слова natrium (ср. др.-греч. νίτρον), которое было заимствовано из среднеегипетского языка (nṯr), где оно означало среди прочего: «сода», «едкий натр».
Аббревиатура «Na» и слово natrium были впервые использованы академиком, основателем шведского общества врачей Йёнсом Якобом Берцелиусом для обозначения природных минеральных солей, в состав которых входила сода. Ранее (а также до сих пор в английском, французском и ряде других языков) элемент именовался содий (лат. sodium) — это название sodium, возможно, восходит к арабскому слову suda, означающему «головная боль», так как сода применялась в то время в качестве лекарства от головной боли.
Металлический натрий впервые был получен английским химиком Хемфри Дэви электролизом расплава гидроксида натрия. Дэви сообщил об этом 19 ноября 1807 года в Бейкеровской лекции (в рукописи лекции Дэви указал, что он открыл калий 6 октября 1807 года, а натрий — через несколько дней после калия).

## Нахождение в природе
Кларк натрия в земной коре составляет 25 кг/т. Содержание в морской воде в виде соединений — 10,5 г/л. Атомы металлического натрия входят как примесь, окрашивающая каменную соль в синий цвет. Эту окраску соль приобретает под действием радиации.

## Физические свойства

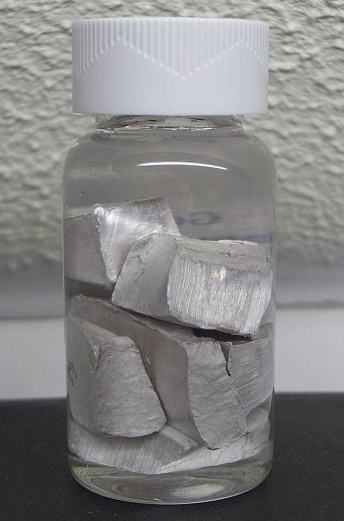
Металлический натрий, сохраняемый в минеральном масле

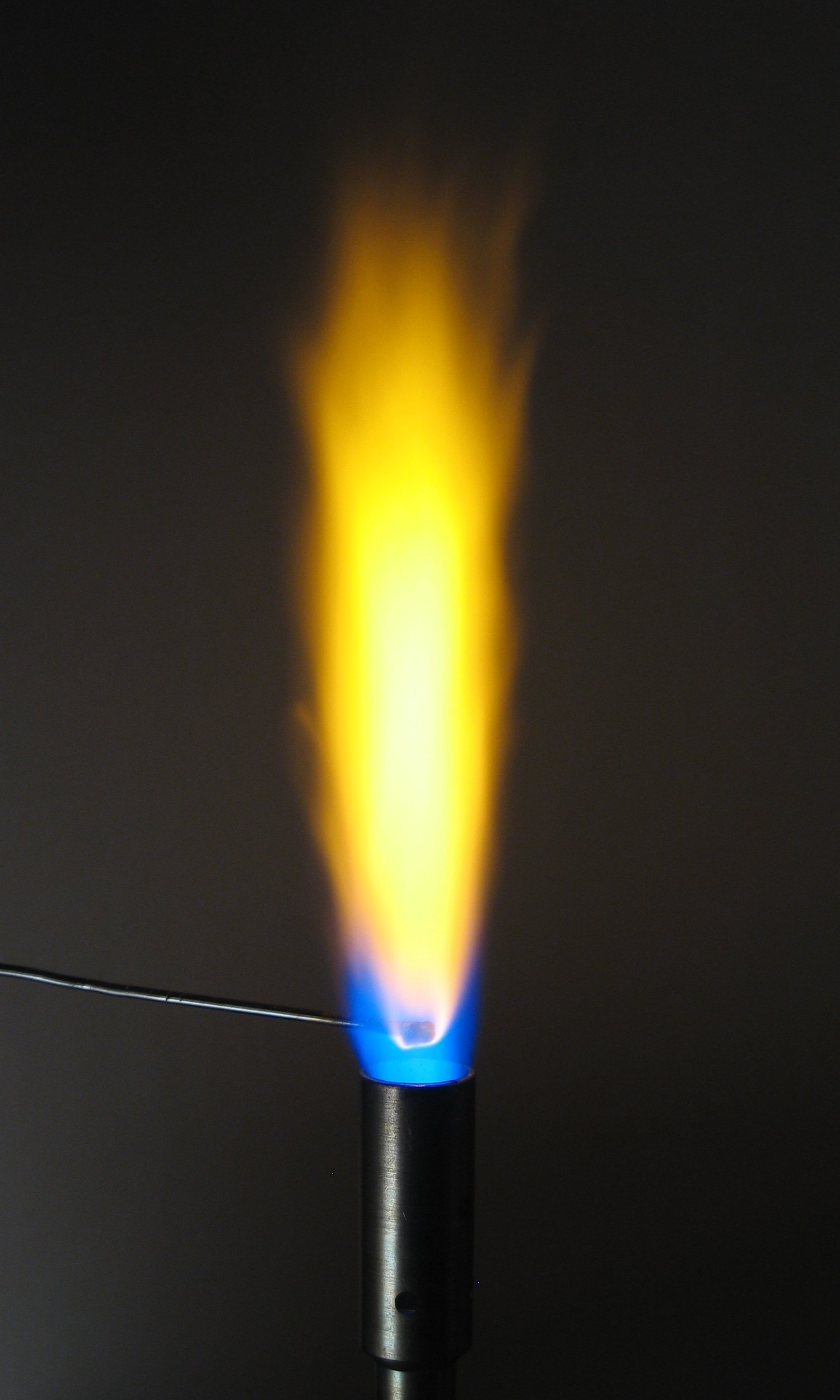
Качественное определение натрия с помощью пламени — ярко-жёлтый цвет эмиссионного спектра «D-линии натрия», спектральный дублет 588,9950 и 589,5924 нм

Натрий — серебристо-белый металл, в тонких слоях с фиолетовым оттенком, пластичен, даже мягок (легко режется ножом), свежий срез натрия блестит.
Электропроводность и теплопроводность натрия довольно высоки, плотность равна 0,96842 г/см³ (при 19,7 °C), температура плавления 97,86 °C, температура кипения 883,15 °C.
При комнатной температуре натрий образует кристаллы кубической сингонии, пространственная группа I m3m, параметры ячейки a = 0,42820 нм, Z = 2.
При температуре −268 °С (5 К) натрий переходит в гексагональную фазу, пространственная группа P 63/mmc, параметры ячейки a = 0,3767 нм, c = 0,6154 нм, Z = 2.

## Химические свойства
Щелочной металл, на воздухе легко окисляется до оксида натрия. Для защиты от кислорода воздуха металлический натрий хранят под слоем керосина или минерального масла.
{\displaystyle {\ce {4Na + O2 -> 2Na2O}}}.
При горении на воздухе или в кислороде образуется пероксид натрия:
{\displaystyle {\ce {2Na + O2 ->[t] Na2O2}}}.
Кроме того, существует озонид натрия {\displaystyle {\ce {NaO3}}}.
С водой натрий реагирует очень бурно, помещённый в воду кусочек натрия всплывает, из-за выделяющегося тепла плавится, превращаясь в белый шарик, который быстро движется в разных направлениях по поверхности воды, реакция идёт с выделением водорода, который может воспламениться. Уравнение реакции:
{\displaystyle {\ce {2Na + 2H2O -> 2NaOH + H2 ^}}}.
Как и все щелочные металлы, натрий является сильным восстановителем и энергично взаимодействует со многими неметаллами (за исключением азота, иода, углерода, благородных газов):
{\displaystyle {\ce {2Na + Cl2 -> 2NaCl}}},
{\displaystyle {\ce {2Na + H2 ->[200-400{°}C, p] 2NaH}}}.
Натрий более активен, чем литий. С азотом реагирует крайне плохо в тлеющем разряде, образуя очень неустойчивое вещество — нитрид натрия (в противоположность легко образующемуся нитриду лития):
{\displaystyle {\ce {6Na + N2 -> 2Na3N}}}.
С разбавленными кислотами взаимодействует как обычный металл:
{\displaystyle {\ce {2Na + 2HCl_{{(разб)}}-> 2NaCl + H2 ^}}}.
С концентрированными окисляющими кислотами выделяются продукты восстановления:
{\displaystyle {\ce {8Na + 10HNO3_{{(конц)}}-> 8NaNO3 + NH4NO3 + 3H2O}}},
{\displaystyle {\ce {8Na + 5H2SO4_{{(конц)}}-> 4Na2SO4 + H2S + 4H2O}}}.
Растворяется в жидком аммиаке, образуя синий раствор:
{\displaystyle {\ce {Na + 4NH3 ->[-40{°}C] Na(NH3)4}}}.
С газообразным аммиаком взаимодействует при нагревании:
{\displaystyle {\ce {2Na + 2NH3 ->[350{°}C] 2NaNH2 + H2 ^}}}.
Со ртутью образует амальгаму натрия, которая используется как более мягкий восстановитель вместо чистого металла. При сплавлении с калием даёт жидкий сплав.
Алкилгалогениды с избытком металла могут давать натрийорганические соединения — высокоактивные соединения, которые обычно самовоспламеняются на воздухе и взрываются с водой. При недостатке металла происходит реакция Вюрца.
Реагирует со спиртами, фенолами, карбоновыми кислотами и неорганическими кислотами с образованием солей.
С графитом реагирует, образуя интеркаляты.
Растворяется в краун-эфирах в присутствии органических растворителей, давая электрид или алкалид (в последнем у натрия необычная степень окисления −1).

## Получение

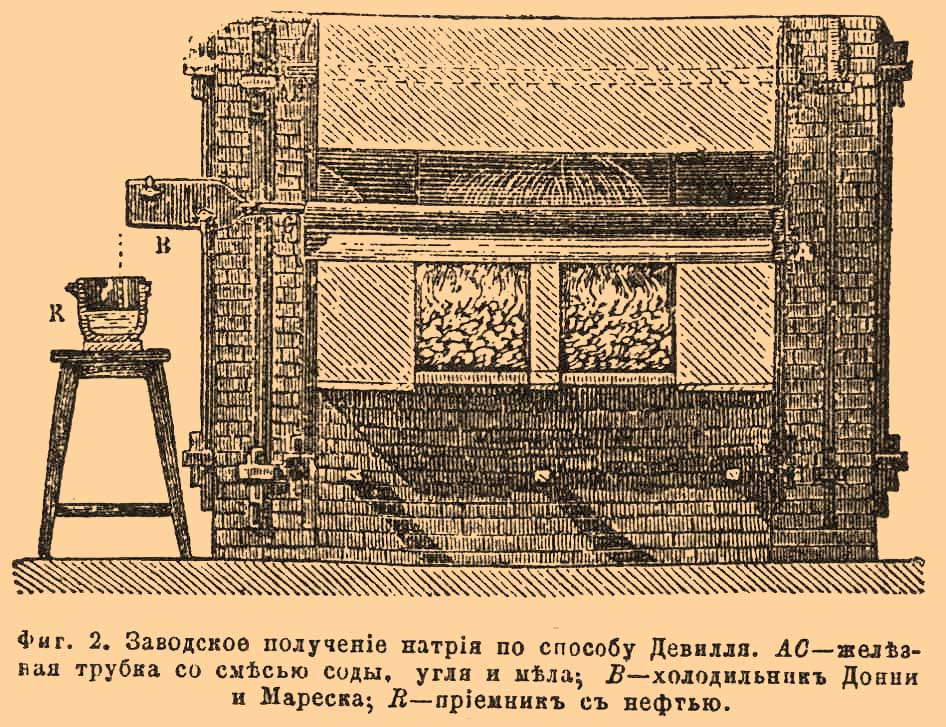
Промышленное получение натрия по способу Девилля, распространённое в 19 веке. AC — железная трубка со смесью соды, угля и мела; B — холодильник Донни и Мареска; R — приёмник с нефтью

Первым промышленным способом получения натрия была реакция восстановления карбоната натрия углём при нагревании тесной смеси этих веществ в железной ёмкости до 1000 °C (способ Девилля):
{\displaystyle {\ce {Na2CO3 + 2C ->[1000{°}C] 2Na + 3CO ^}}}.
Вместо угля могут быть использованы карбид кальция, алюминий, кремний, ферросилиций, силикоалюминий.
С появлением электроэнергетики более практичным стал другой способ получения натрия — электролиз расплава едкого натра или хлорида натрия:
{\displaystyle {\ce {4NaOH ->[{электролиз}] 4Na + 2H2O ^ + O2 ^}}}.
{\displaystyle {\ce {2NaCl ->[{электролиз}] 2Na + Cl2 ^}}}.
В настоящее время электролиз — основной способ получения натрия.
Натрий также можно получить цирконийтермическим методом или термическим разложением азида натрия.

## Применение
Металлический натрий широко используется как сильный восстановитель в препаративной химии и промышленности, в том числе в металлургии. Используется для осушения органических растворителей, например, эфира. Натрий используется в производстве весьма энергоёмких натрий-серных аккумуляторов. Его также применяют в выпускных клапанах двигателей грузовиков для отведения теплоты от тарелки клапана. Изредка металлический натрий применяется в качестве материала для электрических проводов, предназначенных для очень больших токов.
В сплаве с калием, а также с рубидием и цезием используется в качестве высокоэффективного теплоносителя. В частности, сплав состава натрий 12 %, калий 47 %, цезий 41 % имеет рекордно низкую температуру плавления −78 °C и был предложен в качестве рабочего тела ионных ракетных двигателей и теплоносителя для атомных энергоустановок.
Натрий применяется и как жидкометаллический теплоноситель в некоторых ядерных реакторах на быстрых нейтронах. Сейчас в эксплуатации находятся два энергетических реактора с натрием — БН-600 и БН-800. Кроме того, работает исследовательский реактор БОР-60. Строится многоцелевой научно-исследовательский реактор МБИР.
Натрий в металлическом также используется в газоразрядных лампах высокого и низкого давления (НЛВД и НЛНД). Лампы НЛВД типа ДНаТ (Дуговая Натриевая Трубчатая) очень широко применяются в уличном освещении. Они дают ярко-жёлтый свет. Срок службы ламп ДНаТ составляет 12—24 тысяч часов. Поэтому газоразрядные лампы типа ДНаТ незаменимы для городского, архитектурного и промышленного освещения. Также существуют лампы ДНаС («спектральная»), ДНаМТ (Дуговая Натриевая Матовая), ДНаЗ (Дуговая Натриевая Зеркальная) и ДНаТБР (Дуговая Натриевая Трубчатая Без Ртути), ДНаБ (Безртутная). Примечательно, что в «горелке»(газоразр. трубка внутри защитной колбы) прогретой(вышедшей на номинальный режим) лампы ДНаТ — давление (плазмы ионизированных паров натрия и иногда ещё ртути(так холодная горелка почти с вакуумом внутри — легче зажигается)) близко или равно атмосферному,
Металлический натрий применяется в качественном анализе органического вещества. Сплав натрия и исследуемого вещества нейтрализуют этанолом, добавляют несколько миллилитров дистиллированной воды и делят на 3 части, проба Ж. Лассеня (1843), направлена на определение азота, серы и галогенов (проба Бейльштейна).

### Использование соединений натрия в промышленности
В промышленности активно используют соединения натрия:
- Хлорид натрия (NaCl) (поваренная соль) — древнейшее применяемое вкусовое и консервирующее средство.
- Азид натрия (NaN3) применяется в качестве азотирующего средства в металлургии и при получении азида свинца.
- Цианид натрия (NaCN) применяется при гидрометаллургическом способе выщелачивания золота из горных пород, а также при нитроцементации стали и в гальванотехнике (серебрение, золочение).
- Хлорат натрия (NaClO3) применяется для уничтожения нежелательной растительности на железнодорожном полотне.
- Бромид натрия (NaBr) широко применяется в медицине (в качестве седативного и противосудорожного средства)[20].

## Изотопы натрия
На 2012 год известно 20 изотопов с массовыми числами от 18 до 37 и 2 ядерных изомера натрия. Единственный стабильный изотоп — 23Na. У большинства изотопов период полураспада меньше одной минуты, лишь один радиоактивный изотоп — 22Na — имеет период полураспада больше года. 22Na претерпевает позитронный распад с периодом полураспада 2,6027 года, его используют в качестве источника позитронов и в научных исследованиях. 24Na, с периодом полураспада по каналу β−-распада 15 часов, используется в медицине для диагностики и для лечения некоторых форм лейкемии.

## Биологическая роль
Натрий относится к макроэлементам и входит в состав всех живых организмов. В высших организмах натрий находится большей частью в межклеточной жидкости клеток (примерно в 15 раз больше, чем в цитоплазме клетки). Разность концентраций поддерживает встроенный в мембраны клетки натрий-калиевый насос, откачивающий ионы натрия из цитоплазмы в межклеточную жидкость.
Совместно с калием натрий выполняет следующие функции:
- Создание условий для возникновения мембранного потенциала и мышечных сокращений.
- Поддержание осмотической концентрации крови.
- Поддержание кислотно-щелочного баланса.
- Нормализация водного баланса.
- Обеспечение мембранного транспорта.
- Активация многих энзимов.

Для взрослых, по данным Американской Ассоциации сердечных заболеваний, минимальная необходимая доза составляет меньше 500 миллиграммов, рекомендуемая — до 1500 миллиграммов в день (за исключением больных некоторыми болезнями и представителей профессий, при которых требуется повышенное количество натрия). В виде поваренной соли в 3/4 чайной ложки содержится 1725 миллиграммов натрия. По другим данным здоровым взрослым стоит ограничивать употребление натрия 2300 миллиграммами, а людям с повышенным давлением и рядом других заболеваний — 1500 или меньшим количеством.
Натрий содержится практически во всех продуктах в разных количествах, хотя большую его часть организм получает из поваренной соли, в том числе в составе консервов, полуфабрикатов, соусов, колбасных изделий и т. п. В качестве источника натрия служат также такие пищевые добавки как глутамат натрия, пищевая сода (бикарбонат натрия), нитрит натрия, сахаринат натрия и бензоат натрия. Усвоение в основном происходит в желудке и тонкой кишке. Витамин D улучшает усвоение натрия, однако чрезмерно солёная пища и пища, богатая белками, препятствуют нормальному всасыванию. Количество поступившего с едой натрия показывает содержание натрия в моче. Для богатой натрием пищи характерна ускоренная экскреция.
Дефицит натрия у питающегося сбалансированной пищей человека не встречается, однако некоторые проблемы могут возникнуть при голодании. Временный недостаток может быть вызван использованием мочегонных препаратов, поносом, обильным потением или избыточным употреблением воды.
Симптомами нехватки натрия являются потеря веса, рвота, образование газов в желудочно-кишечном тракте и нарушение усвоения аминокислот и моносахаридов. Продолжительный недостаток вызывает мышечные судороги и невралгию.
Переизбыток натрия вызывает отек ног и лица, повышенное выделение калия с мочой, у некоторых людей наблюдается повышенное кровяное давление и скопление жидкости. Максимальное количество соли, которое может быть переработано почками, составляет примерно 20—30 граммов, большее количество уже опасно для жизни.

## Меры предосторожности
Чистый металлический натрий огнеопасен. На воздухе склонен к самовоспламенению. Особенно опасен контакт с водой и влажными поверхностями, так как натрий очень активно реагирует с водой, часто со взрывом, образуя едкую щёлочь (NaOH). В лабораториях небольшие количества натрия (примерно до 1 кг) хранят в закрытых стеклянных банках под слоем керосина, лигроина, бензина или вазелинового масла так, чтобы слой жидкости покрывал весь металл. Банка с натрием должна храниться в металлическом несгораемом шкафу (сейфе). Натрий берут пинцетом или щипцами, отрезают скальпелем (натрий пластичен и легко режется ножом) на сухой поверхности (в стеклянной чашке); необходимое количество и остаток тут же возвращают в банку под слой керосина, а отрезанный кусок либо помещают в керосин, либо тут же вводят в реакцию. Прежде чем приступить к работе с натрием, необходимо пройти инструктаж по охране труда. Лица, впервые приступающие к работе с натрием, должны производить эту работу под наблюдением сотрудников, имеющих опыт такой работы. Обычно в лабораторных условиях для реакций используют количества натрия, не превышающие нескольких десятков граммов. Для показательных опытов, например, в школе на уроках химии, следует брать не более одного грамма натрия. После работы с металлическим натрием всю посуду и остатки натрия заливают неразбавленным спиртом и полученный раствор нейтрализуют слабым раствором кислоты. Следует обратить особое внимание на то, чтобы все остатки и обрезки натрия были полностью нейтрализованы до их выбрасывания, так как натрий в мусорном ведре может вызвать пожар, а в канализационном сливе — взрыв и разрушение трубы. Все работы с натрием, как и вообще с щелочами и щелочными металлами, должны проводиться в очках или защитной маске. Хранить натрий дома и производить с ним какие-либо опыты не рекомендуется.
Воспламенение и даже взрыв металлического натрия при соприкосновении с водой и многими органическими соединениями может причинить серьёзные травмы и ожоги. Попытка взять кусочек металлического натрия голыми руками может привести к его воспламенению (иногда взрыву) из-за влажности кожи и образованию тяжелейших ожогов натрием и образующейся щёлочью. Горение натрия создаёт аэрозоль оксида, пероксида и гидроксида натрия, обладающего разъедающим действием. Некоторые реакции натрия протекают очень бурно (например, с серой, бромом).